# Januari 2017
Dit artikel geeft een chronologisch overzicht van de belangrijkste gebeurtenissen per dag van de maand januari in het jaar 2017.

## Gebeurtenissen

### 1 januari
- Bij een aanslag op een nachtclub in Istanboel, Turkije worden 39 mensen gedood. Tientallen mensen raken gewond.[1]
- In verschillende steden in Nederland verloopt de nieuwjaarsnacht onrustig. In Amersfoort worden 48 jongeren gearresteerd.[2]
- In Frankrijk wordt een wet van kracht die aan werknemers het recht geeft om in hun vrije tijd werkgerelateerde mails en telefoons te negeren.[3]
- In Indonesië komen minstens 23 mensen om wanneer er brand uitbreekt op een toeristenferry.[4]
- De Portugees António Guterres treedt officieel in dienst als nieuwe secretaris-generaal van de Verenigde Naties.[5]
- In Vlaanderen geldt voortaan standaard een maximumsnelheid van 70 km/h op de gewestwegen buiten de bebouwde kom.[6]
- Ondanks een wapenstilstand bombardeert het Syrische regeringsleger stellingen van de rebellen ten noordwesten van de hoofdstad Damascus. De rebellen beschieten op hun beurt dorpjes in het gouvernement Idlib.[7]

### 2 januari
- In Bagdad, Irak komen tientallen mensen om bij een zelfmoordaanslag, uitgevoerd door IS.[8]
- Michael van Gerwen wint voor de tweede keer het PDC World Darts Championship door in de finale Gary Anderson met 7-3 te verslaan.[9]
- Er vallen minstens zestig doden bij een gevangenisopstand in Brazilië.[10]

### 3 januari
- Bij een grote brand in de Chileense stad Valparaíso gaan ten minste honderd huizen in vlammen op. Negentien mensen raken gewond en 400 mensen worden geëvacueerd.[11]
- In het Amerikaans Congres willen de Republikeinen, die de meerderheid hebben, de macht van het Office of Congressional Ethics, de onafhankelijke ethische waakhond van het Congres, inperken. Na een tweet van aankomend president Donald Trump wordt dit plan echter ingetrokken. Paul Ryan wordt herverkozen als voorzitter van het Huis van Afgevaardigden.[12]

### 4 januari
- Sorin Grindeanu wordt beëdigd als premier van Roemenië.
- Het Turkse parlement verlengt de noodtoestand in het land.[13]

### 5 januari
- In de Turkse havenstad Izmir wordt een aanslag gepleegd bij een gerechtsgebouw. Vier mensen komen daarbij om het leven.[14]
- Het OM in Parijs start een strafrechtelijk onderzoek naar de Franse politieke partij Front National wegens fraude met Europees geld.[15]
- Saoedi-Arabië neemt vier Guantanamo Bay-gevangenen op.[16]
- Een rechtbank in Erzurum veroordeelt twee officieren tot een levenslange gevangenisstraf voor hun deelname aan de coup om president Erdogan af te zetten.[17]

### 6 januari
- Marokko sluit alle Gülenscholen in het land omdat de ideologie niet strookt met de Marokkaanse onderwijs- en geloofswaarden.[18]
- Bij een schietpartij op het vliegveld van Fort Lauderdale in de Amerikaanse staat Florida vallen vijf doden.[19]
- De Amerikanen plaatsen Hamza bin Laden, de zoon van de voormalige al Qaida-leider Osama bin Laden, op een terreurlijst.[20]

### 7 januari
- Op de ijsbaan Thialf worden de eerste Europese schaatskampioenschappen sprint georganiseerd. Schaatser Kai Verbij wint bij de mannen.[21]
- Bij een aanslag met een autobom in de Syrische stad Azaz vallen meer dan veertig doden.[22]

### 8 januari
- Een Palestijn rijdt in Jeruzalem met een vrachtwagen in op een groep militairen. Hierbij vallen vijf doden, onder wie de aanslagpleger.[23]
- Bij een aanslag met een autobom in de Iraakse hoofdstad Bagdad vallen tientallen doden. Terreurgroep IS eist de aanslag op.[24]
- De Chinese gezondheidsautoriteiten richten in de hoofdstad Peking een speciale milieupolitie op om de zware smog in de stad te bestrijden.[25]
- Het winterweer in Polen eist in drie dagen aan zeker twintig mensen het leven.[26][27]

### 9 januari
- Na acht jaar zwaait Gerrit Zalm af bij ABN Amro. Op 1 januari droeg hij de voorzittershamer al over aan Kees van Dijkhuizen.[28]
- In Londen vindt een grote metrostaking plaats, in de stad heerst enorme verkeersdrukte. 100 van de 270 metrostations zijn dicht.[29]
- In Guatemala komen drie bergbeklimmers door onderkoeling om het leven.[30]
- Bij een zelfmoordaanslag in het Egyptische schiereiland Sinaï vallen zeker acht doden.[31]
- De wereldvoetbalbond FIFA roept de Portugese voetballer Cristiano Ronaldo uit tot Wereldvoetballer van het jaar 2016.[32]
- In Genève worden de besprekingen tussen de Grieks- en Turks-Cyprioten over een hereniging van Cyprus hervat.[33]
- De Marokkaanse regering stelt een direct verbod in op het maken en verkopen van boerka's in het land.[34]
- De film Elle van regisseur Paul Verhoeven wint twee Golden Globes. La La Land wint er zeven.

### 10 januari
- Overstromingen in Thailand eisen van zeker 25 mensen het leven.[35]
- Bij een dubbele bomaanslag in de Afghaanse hoofdstad Kabul vallen meer dan dertig doden. Terreurgroep Taliban eist de dubbele aanslag op.[36]

### 11 januari
- Bij een aanslag in Afghanistan komen vijf diplomaten van de Verenigde Arabische Emiraten om het leven.[37]
- In Marokko mogen geen boerka's meer worden geproduceerd en verkocht. Dragen mag nog wel. Het onverwachte besluit leidt tot veel ophef in de sociale media van het islamitische land.
- De eigenaar van OSC Lille, Michel Seydoux, verkoopt zijn deel van de club aan de Spaans-Luxemburgse ondernemer Gérard Lopez. Seydoux was sinds 2002 zowel eigenaar als president van de Franse voetbalclub.

### 12 januari
- Veel ziekenhuizen in Frankrijk en Nederland zijn vol vanwege de heersende griepepidemie tijdens de winter van 2017.[38]
- Amerika stationeert zo'n 3500 militairen in Polen ter bescherming van Oost-Europa tegen de uitbreidingspolitiek van president Poetin.[39]
- Een onderzoekscommissie van het Amerikaanse ministerie van Justitie start een onderzoek naar de rol van FBI-directeur James Comey tijdens de campagne van de Amerikaanse presidentsverkiezingen van 2016. De FBI heropende voor de presidentsverkiezingen het onderzoek naar het e-mailgedrag van presidentskandidate Hillary Clinton.[40]

### 13 januari
- Na de Amerikaanse Senaat stemt ook het Amerikaanse Huis van Afgevaardigden in met een resolutie die de afschaffing van het ziektekostenstelsel Obamacare in gang moet zetten.[41]
- De regering-Obama besluit dat de NSA de zogenoemde 'sleepnet'-data, die bestaan uit telefoongesprekken, e-mailberichten en satellietcommunicatie, mag delen met andere Amerikaanse inlichtingendiensten zoals de FBI, de CIA en de DEA.[42]
- Hans Leijtens, de directeur van de Nederlandse Belastingdienst, stapt op na de reorganisatie waarbij bleek dat veel meer belastingambtenaren dan gedacht gebruikmaakten van de vertrekregeling bij de Nederlandse overheidsinstantie.[43]
- In New York zijn bij zeker 386 asielkatten het vogelgriepvirus H7N2 geconstateerd; twee katten zijn aan het virus bezweken.[44]
- Het Amerikaanse ministerie van Justitie concludeert in een rapport dat politieagenten in de stad Chicago jarenlang racistisch gedrag hebben vertoond jegens Afro-Amerikanen en dat de agenten hun burgerrechten hebben geschonden.[45]
- In Panama begint de veertiende editie van de Copa Centroamericana, het voetbalkampioenschap van Midden-Amerika.

### 14 januari
- De Palestijnse leider Abbas verricht de opening van de nieuwe Palestijnse ambassade in Vaticaanstad.[46]
- Kredietbeoordelaar Moody's betaalt ruim 800 miljoen dollar aan de Amerikaanse overheid in een schikking over dubieuze ratings van financiële producten voorafgaande de kredietcrisis.[47]
- Zeker acht bootvluchtelingen verdrinken nadat de boot waarop ze zaten kapseide voor de Libische kust.[48]

### 15 januari
- In de Franse hoofdstad Parijs nemen zo'n zeventig landen en organisaties deel aan een vredestop over het conflict tussen Israël en de Palestijnen.[49]
- Bij gevechten tussen rivaliserende bendeleden in de gevangenis Alcaçuz in de Braziliaanse staat Rio Grande do Norte vallen zeker tien doden.[50]

### 17 januari
- De Amerikaanse president Obama verleent strafvermindering aan klokkenluider Chelsea Manning. Hierdoor komt Manning op 17 mei op vrije voeten. In 2010 kreeg ze een gevangenisstraf van 35 jaar opgelegd voor het lekken van honderdduizenden geheime militaire documenten aan WikiLeaks.[51]

### 18 januari
- Honderden Nederlanders worden geëvacueerd uit Gambia, nadat de noodtoestand in het West-Afrikaanse land is uitgeroepen.

### 19 januari
- Na een reeks van drie nieuwe aardbevingen in het midden van Italië (in hetzelfde gebied als de bevingen van augustus en oktober) is een hotel in Farindola bedolven door een lawine.[52]
- Senegal plaats zich als eerste ploeg voor de kwartfinale van de Afrika Cup. De ploeg van bondscoach Aliou Cissé wint ook de tweede wedstrijd. In Franceville wordt Zimbabwe met 2-0 verslagen.

### 20 januari
- Op het Capitool in de Amerikaanse hoofdstad Washington D.C. wordt Donald Trump beëdigd als de 45e Amerikaanse president.[53]

### 21 januari
- Wereldwijd lopen meer dan één miljoen mensen mee in Women's March 2017, de benaming voor meer dan zeshonderd vreedzame protestmarsen tegen de Amerikaanse president Donald Trump. De demonstranten kwamen in opstand voor onder meer vrouwenrechten.[54]
- De voormalige president van Gambia, Yahya Jammeh, verlaat het West-Afrikaanse land om plaats te maken voor de gekozen president Adama Barrow.
- Bij een ongeluk met een Hongaarse schoolbus bij de Italiaanse stad Verona vallen 16 doden.[55] Wikinieuws
- Bij een treinongeluk in de Indiase deelstaat Andhra Pradesh vallen 41 doden.[56]

### 22 januari
- In Roemenië gaan meer dan 10.000 mensen de straat op om te protesteren tegen de voorgenomen amnestiewet voor gevangen van de pas aangestelde regering van Sorin Grindeanu. Ook president Klaus Johannis loopt mee in de demonstratie in Boekarest.[57]
- Honduras wint de veertiende editie van de Copa Centroamericana, het voetbalkampioenschap van Midden-Amerika. In de slotronde is de ploeg met 1-0 te sterk voor Belize.

### 23 januari
- De Amerikaanse president Donald Trump haalt, in overeenstemming met zijn verkiezingsbelofte, een streep door het handelsverdrag Trans-Pacific Partnership (TPP) middels een presidentieel besluit.[58]
- Algerije strandt in de groepsfase van het toernooi om de Afrika Cup. Het Noord-Afrikaanse land speelt met 2-2 gelijk tegen het al voor de kwartfinale geplaatste Senegal, maar omdat Tunesië wint van Zimbabwe (2-4) doet dat er niet meer toe.

### 24 januari
- De Israëlische regering gaat 2.500 nieuwe woningen bouwen op de Westelijke Jordaanoever, zo laat de Israëlische minister van Defensie Lieberman weten.
- Georges Leekens vertrekt als bondscoach van de Algerijnse nationale voetbalploeg. Zijn contract is per direct beëindigd, zo meldt de federatie via Twitter. "Leekens treedt af, de rest van de staf wordt bedankt", luidt de mededeling.
- Het aantal nieuwe 06-nummers in Nederland begint op te raken. Bijna 91 procent van de beschikbare mobiele nummers is vergeven. Daarom wil toezichthouder Autoriteit Consument en Markt (ACM) grote schoonmaak houden onder eerder verstrekte nummers die niet meer in gebruik zijn

### 26 januari
- De Nederlandse minister van Veiligheid en Justitie Ard van der Steur maakt zijn aftreden bekend tijdens een Kamerdebat over zijn handelen als Tweede Kamerlid inzake de "Teevendeal".

### 28 januari
- De Amerikaanse president Trump tekent een decreet om de vluchtelingeninstroom in de Verenigde Staten voor de komende vier maanden te stoppen.[59] Middels het decreet wordt voorlopig ook de toegang tot de VS ontzegd aan reizigers met een Iraaks, Iraans, Jemenitisch, Libisch, Soedanees, Somalisch of Syrisch paspoort, ook als zij een visum of werkvergunning hebben.[60] (Lees verder)
- De Amerikaanse tennisster Serena Williams wint het grandslamtoernooi Australian Open door in de finale haar zus Venus te verslaan.[61]

### 29 januari
- De Zwitserse tennisser Roger Federer wint voor de vijfde keer de Australian Open door in de finale de Spanjaard Rafael Nadal te verslaan.[62]
- De Belg Wout van Aert wordt wereldkampioen veldrijden in Luxemburg. Bij de dames wint de Belgische Sanne Cant.
- Bondscoach Michel Dussuyer van Ivoorkust levert zijn contract in. De 57-jarige Fransman trekt zijn conclusies uit het teleurstellend verlopen toernooi om de Afrika Cup, waar de Ivoriaanse ploeg als titelverdediger al in de groepsfase is gestrand.

## Overleden
← · januari · februari · maart · april · mei · juni · juli · augustus · september · oktober · november · december ·  →